# Аллайанс (Небраска)
Аллайанс (англ. Alliance) — город, расположенный в округе Бокс-Бьютт (штат Небраска, США) с населением в 8491 человек по статистическим данным переписи 2010 года. Аллайанс является окружным центром округа Бокс-Бьютт.

## География
По данным Бюро переписи населения США город Аллайанс имеет общую площадь в 12,43 квадратных километров, водных ресурсов в черте населённого пункта не имеется.
Город Аллайанс расположен на высоте 1209 метров над уровнем моря.

### Климат
- Среднегодовая температура — +8,0 C°
- Среднегодовая скорость ветра — 4,8 м/с
- Среднегодовая влажность воздуха — 61 %

| Показатель                | Янв.  | Фев.  | Март  | Апр.  | Май   | Июнь | Июль | Авг. | Сен. | Окт.  | Нояб. | Дек.  | Год   |
| ------------------------- | ----- | ----- | ----- | ----- | ----- | ---- | ---- | ---- | ---- | ----- | ----- | ----- | ----- |
| Абсолютный максимум, °C   | 21,1  | 25,0  | 28,9  | 32,2  | 36,1  | 40,6 | 43,3 | 41,7 | 37,8 | 33,3  | 26,7  | 22,2  | 43,3  |
| Средний максимум, °C      | 3,5   | 5,2   | 10,7  | 15,4  | 21,3  | 26,7 | 31,3 | 30,2 | 24,5 | 16,7  | 9,2   | 3,7   | 16,5  |
| Средняя температура, °C   | −4,3  | −2,7  | 2,6   | 7,2   | 12,7  | 18,2 | 22,3 | 21,3 | 15,2 | 7,6   | 0,6   | −4,7  | 8,0   |
| Средний минимум, °C       | −12,1 | −10,6 | −5,6  | −1,1  | 4,1   | 9,8  | 13,4 | 12,4 | 5,9  | −1,4  | −8    | −13   | −0,5  |
| Абсолютный минимум, °C    | −35   | −37,8 | −31,7 | −24,4 | −11,1 | −2,8 | 0,0  | 0,6  | −9,4 | −22,2 | −27,8 | −41,1 | −41,1 |
| Норма осадков, мм         | 5     | 10    | 22    | 37    | 67    | 73   | 59   | 43   | 35   | 28    | 11    | 8     | 398   |
| Источник: Погода и климат |       |       |       |       |       |      |      |      |      |       |       |       |       |

## Демография
По данным переписи населения 2000 года в Аллайанс проживало 8959 человек, 2392 семьи, насчитывалось 3565 домашних хозяйств и 4062 жилых дома. Средняя плотность населения составляла около 725,5 человек на один квадратный километр. Расовый состав Аллайанс по данным переписи распределился следующим образом: 89,09 % белых, 0,49 % — чёрных или афроамериканцев, 3,40 % — коренных американцев, 0,60 % — азиатов, 0,01 % — выходцев с тихоокеанских островов, 2,09 % — представителей смешанных рас, 4,31 % — других народностей. Испаноговорящие составили 8,94 % от всех жителей города.
Из 3565 домашних хозяйств в 36,0 % — воспитывали детей в возрасте до 18 лет, 54,8 % представляли собой совместно проживающие супружеские пары, в 9,4 % семей женщины проживали без мужей, 32,9 % не имели семей. 29,5 % от общего числа семей на момент переписи жили самостоятельно, при этом 11,7 % составили одинокие пожилые люди в возрасте 65 лет и старше. Средний размер домашнего хозяйства составил 2,46 человек, а средний размер семьи — 3,06 человек.
Население города по возрастному диапазону по данным переписи 2000 года распределилось следующим образом: 28,1 % — жители младше 18 лет, 8,0 % — между 18 и 24 годами, 27,1 % — от 25 до 44 лет, 22,4 % — от 45 до 64 лет и 14,4 % — в возрасте 65 лет и старше. Средний возраст жителей составил 37 лет. На каждые 100 женщин в Аллайанс приходилось 96,2 мужчин, при этом на каждые сто женщин 18 лет и старше приходилось 91,8 мужчин также старше 18 лет.
Средний доход на одно домашнее хозяйство в городе составил 39 408 долларов США, а средний доход на одну семью — 47 766 долларов. При этом мужчины имели средний доход в 39 122 доллара США в год против 22 561 доллар среднегодового дохода у женщин. Доход на душу населения в городе составил 18 584 доллара в год. 10,6 % от всего числа семей в округе и 11,2 % от всей численности населения находилось на момент переписи населения за чертой бедности, при этом 15,1 % из них были моложе 18 лет и 9,9 % — в возрасте 65 лет и старше.